# Gewöhnliche Ovalspinne
Die Gewöhnliche Ovalspinne (Enoplognatha ovata (Synonym: Enoplognatha lineata)) ist eine weit verbreitete Spinnenart aus der Familie der Haubennetz- oder Kugelspinnen.

## Merkmale

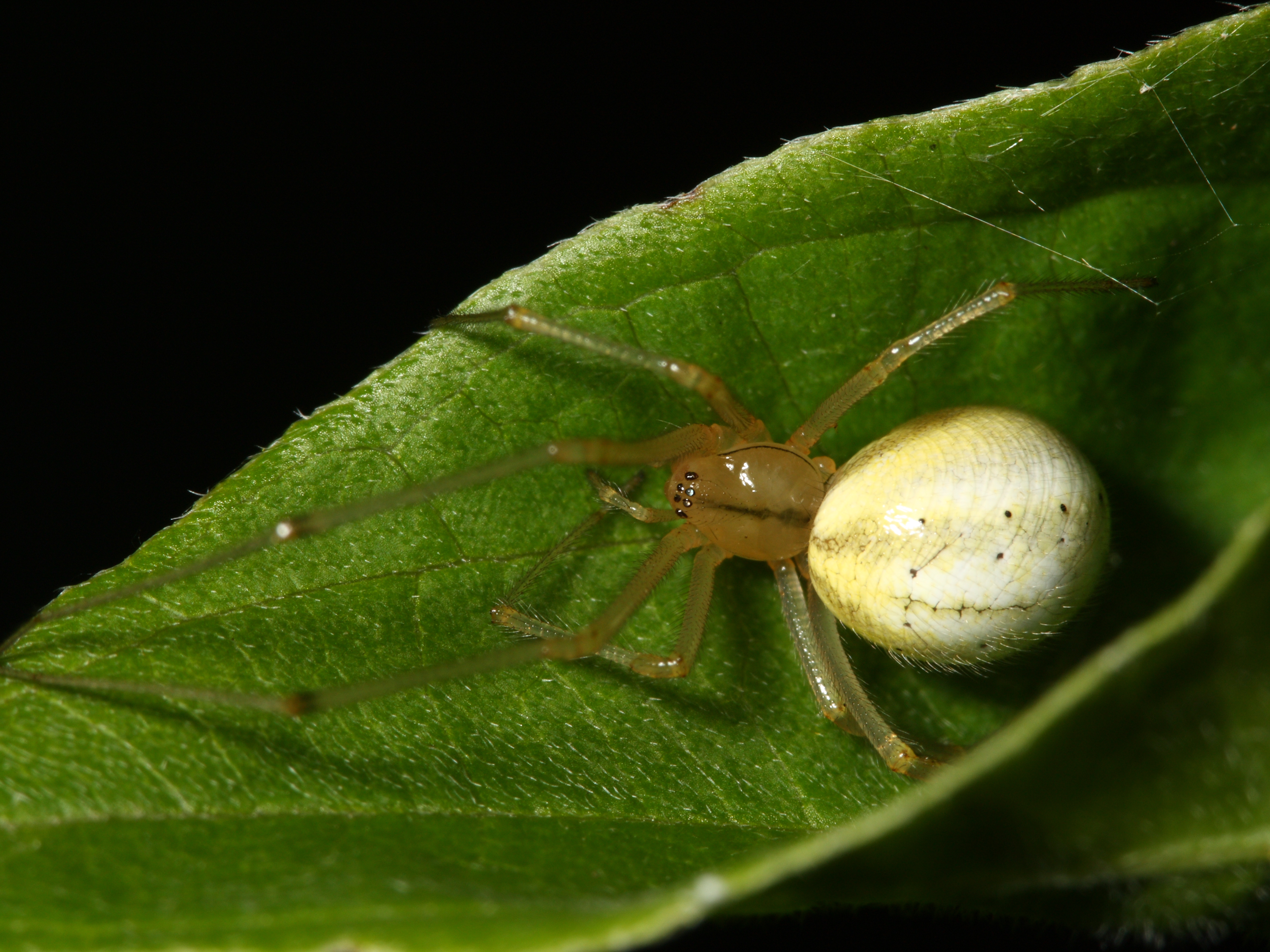
Individuum ohne rote Längsstreifen auf dem Hinterleib

Enoplognatha ovata ist sehr variabel gefärbt. Der Vorderkörper (Prosoma) und die relativ langen Beine sind blass grünlichgelb bis hell rotbraun, wobei auf dem Prosoma häufig ein schmaler dunkler Längsstreifen liegt. Der Hinterleib (Opisthosoma) ist weiß oder gelblich und weist häufig zwei auffällige unregelmäßige karminrote Längsstreifen auf, die auch zu einem zentralen Band verschmelzen können. Außerdem liegen hier häufig zwei Reihen schwarzer Punkte. Carl Alexander Clerck hatte Enoplognatha ovata als drei verschiedene Arten beschrieben, die später als verschiedene grundlegende Färbungs-Morphen betrachtet wurden: var. lineata mit cremegelbem Hinterleib, var. redimita mit zwei roten Streifen und var. ovata mit einem zentralen roten Schild.
Die Männchen sind mit drei bis fünf Millimetern Körperlänge kleiner als die Weibchen, die sechs bis sieben Millimeter Körperlänge erreichen, und haben auffällige, schräg auseinanderweichende Cheliceren. Von der sehr ähnlichen, aber selteneren Art Enoplognatha latimana ist E. ovata nur durch Merkmale der Geschlechtsorgane zu unterscheiden. So ist die Grube der Epigyne bei ovata-Weibchen ebenso lang wie breit und bei latimana-Weibchen deutlich breiter.

## Vorkommen und Lebensweise
Enoplognatha ovata lebt in Europa und dem westlichsten Asien, westlich bis zur irischen und französischen Atlantikküste, östlich bis zu einer Linie etwa von der russisch-finnischen Grenze zum Kaspischen Meer. Die Art erreicht Nordschottland, die Shetlands und den Süden Skandinaviens im Norden und den Norden der Mittelmeerregion, etwa bis zum 42. Breitengrad im Süden. Außerdem kommt sie entlang der Ost- und Westküste von Nordamerika vor, im Osten bis etwa 1000 Kilometer landeinwärts. Angaben aus anderen Regionen beruhen auf den vier verwandten, früher oft nicht unterschiedenen Arten.
Die Art ist häufig in dichtem Pflanzenbewuchs an sonnigen Standorten. Sie überzieht dort die Spitzen von Pflanzen mit einem unregelmäßigen Haubennetz und spinnt Blätter zu einem Unterschlupf zusammen. Das Weibchen deponiert auch den Eikokon in einem zusammengesponnenen Blatt und bewacht dieses bis zum Schlüpfen der Jungen.